# Broons
Broons (bretonisch: Bronn; Gallo: Bron) ist eine französische Gemeinde mit 2.931 Einwohnern (Stand: 1. Januar 2022) im Département Côtes-d’Armor in der Region Bretagne. Broons ist der Hauptort des Kantons Broons, der zum Arrondissement Dinan gehört. Die Bewohner bezeichnet man als Broonais.

## Geografie
Die Gemeinde liegt etwa 21 Kilometer südwestlich der Stadt Dinan und etwa 48 Kilometer nordwestlich von Rennes. Die Rosette durchfließt die Gemeinde am nördlichen Rand, der Frémeur im Süden. Umgeben wird Broons von den Nachbargemeinden Trémeur im Norden, Trédias im Norden und Nordosten, Yvignac-la-Tour im Osten und Nordosten, Caulnes im Osten und Südosten, Plumaugat im Süden, Lanrelas im Südwesten sowie Sévignac im Westen und Nordwesten.
Durch die Gemeinde führt die Route nationale 12 von Rennes nach Saint-Brieuc. Der Bahnhof befindet sich an der Bahnstrecke Paris–Brest.

## Bevölkerungsentwicklung
| Einwohner                  | 2340 | 2256 | 2432 | 2389 | 2327 | 2382 | 2665 | 2924 | 2983 |
| Quellen: Cassini und INSEE |      |      |      |      |      |      |      |      |      |

## Sehenswürdigkeiten
- Kirche Saint-Pierre, 1895 wieder errichtet
- Kapelle La Madeleine aus dem 14. Jahrhundert
- Kapelle Saint-Laurent in Leslian aus dem 15. Jahrhundert
- Reste der Burg von La Motte-Broons aus dem 12. Jahrhundert, umgebaut im 14. Jahrhundert, 1616 zerstört
- Herrenhaus von Les Milons aus dem 15. Jahrhundert
- Herrenhaus von La Cavée aus dem 17. Jahrhundert
- Herrenhaus von Launay-Milon, Anfang des 18. Jahrhunderts erbaut
- Herrenhaus von Lohéac aus dem 18. Jahrhundert
- Collège Jean-Monnet, 2016

## Gemeindepartnerschaften
Mit der deutschen Gemeinde Neufahrn in Niederbayern besteht seit 1971 eine Partnerschaft.

## Persönlichkeiten
- Bertrand du Guesclin (1320–1380), Heerführer und Connétable
- Olivier V. de Clisson (1336–1407), Connétable und Herr über Broons

## Trivia
Die Kongregation der Schwesternschaft von Broons (Filles de Sainte Marie de la Présentation, gegründet 1828) hat hier ihren Sitz.